# Régiment Royal-Deux-Ponts
Le régiment Royal-Deux-Ponts est un régiment d’infanterie allemand du royaume de France créé en 1757, devenu sous la Révolution le 99e régiment d'infanterie de ligne.

## Création et différentes dénominations
- 1er avril 1757 : création du régiment Royal-Deux-Ponts
- 1er janvier 1791 : devient le 99e régiment d'infanterie de ligne ci-devant Royal-Deux-Ponts

## Colonels et mestres de camp
- 1er avril 1757 : Christian, duc de Deux-Ponts (colonel-propriétaire)
  - 15 août 1758 : Chrétien Guillaume, baron de Clozen (colonel-commandant)
  - 20 février 1761 : M. de Scheidt (colonel-commandant)
  - 25 février 1765 : Jean-Daniel de Saint-Ingbrecht (colonel-commandant)
  - 20 septembre 1775 : Philippe Guillaume de Deux-Ponts comte de Forbach  (colonel-commandant)
- 10 mars 1788 : Christian, marquis de Deux-Ponts (colonel-propriétaire)
- 25 juillet 1791 : Louis Amable de Prez[Note 1]
- 12 octobre 1792 : Jean Christophe Wisch

## Historique des garnisons, combats et batailles du régiment

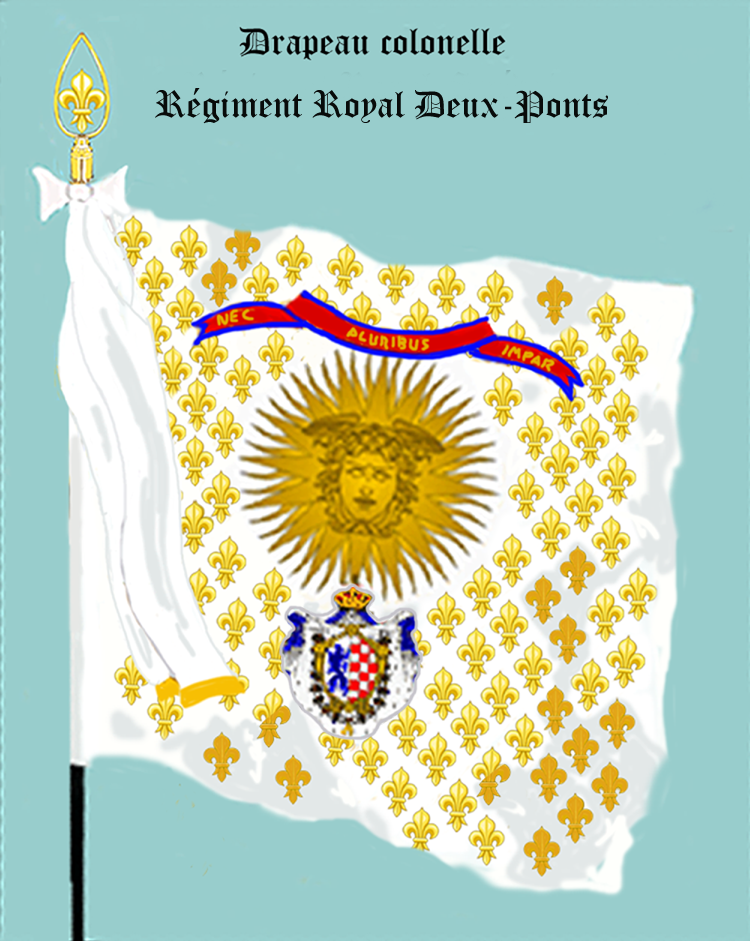
Drapeau Colonel de 1757 à 1791
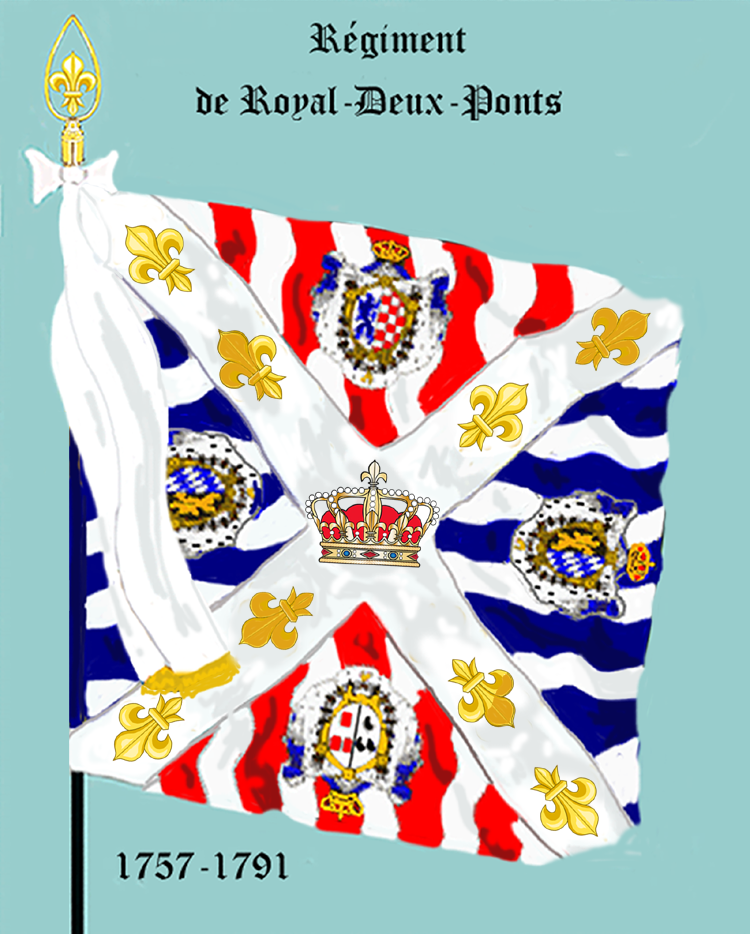
Drapeau d'Ordonnance de 1757 à 1791

### Régiment Royal-Deux-Ponts

#### Guerre de Sept Ans
Ce régiment, allemand, est levé, dans le cadre de la guerre de Sept Ans, par le duc de Deux-Ponts dans ses États, en vertu d'une commission du 1er avril 1757.
Il passe au mois d'août à l'armée de Saxe, commandée par le prince de Soubise, et débute à la bataille de Rossbach, le 5 novembre 1757.
Après avoir passé l'hiver à Hanau et le régiment combat à la bataille de Sandershausen le 23 juillet 1758. Deux bataillons avaient été laissés à Cassel tandis que le 3e est placé dans le défilé de Sandershausen pour le défendre en cas d'attaque. Il prend part à la dernière charge de la bataille et joue un rôle décisif dans la victoire finale de l'armée française.
Au mois de septembre, le « régiment Royal-Deux-Ponts » fait partie d'une expédition dans l'électorat de Hanovre. Il contribue à la prise des mines de Clausthal et se distingue, le 10 octobre, à la bataille de Lutzelberg et passe l'hiver aux environs de Francfort.
En 1759, embrigadé avec le régiment Royal-Suédois, il combat à Bergen  et achève cette campagne à Francfort, où il prend ses quartiers.
En 1760, le régiment est porté à quatre bataillons. Le régiment est chargé, le 8 juillet, d'aller reconnaître la position de l'ennemi près de Corbach. Il passe la nuit du 9 au 10 en présence des Alliés et les affronte le lendemain au cours de la bataille de Corbach. Pendant le reste de la campagne, le régiment prend part à un grand nombre de coups de main.
En 1761, l'armée étant rassemblée sous Francfort, il se porte à Bürgstadt avec d'autres troupes et contraint le prince héréditaire de Brünswick à quitter Büdingen et à se replier sur Lich. Le 21 mars, il est à l'attaque de Stangerode, où le colonel-commandant Charles Chrétien Guillaume, baron de Clozen est blessé d'un coup de feu au bras. Le régiment passe alors sous les ordres du marquis de Poyanne et se rend, le 6 juillet, avec les Carabiniers, à Erwete, pour assiéger Lippstadt. Le 15 juillet, revenu sous les ordres du colonel-commandant Charles Chrétien Guillaume, baron de Clozen, qui avait été nommé maréchal de camp, il est à l'avant-garde de la colonne de droite à lors de la bataille de Villinghausen. Après d'âpres combat, le village est capturé ainsi que le château et force les ennemis à se replier. Le régiment prend position dans les fortifications érigées par leurs ennemis et dont il s'était emparé, et tient la position jusqu'à ce que le régiment du Roi et le régiment du Dauphin arrivent. Les combats se poursuivent jusqu'à dix heures du soir et le « régiment Royal-Deux-Ponts », épuisé est alors relevé par les régiments d'Aquitaine et de Rouergue. Le 19 août, pendant que le régiment se rend au camp de Fürstemberg , il est attaqué près d'Oldendorf par un corps de grenadiers anglais et écossais. Le 2 septembre, il occupe et sécurise la forêt de Sabbaborg  puis s'empare le lendemain du
château de ce nom, en faisait la garnison prisonnière. Le 10 octobre , il capture également la garnison de Wolfenbüttel. 
En 1762 le « régiment Royal-Deux-Ponts » sert encore en Allemagne et est réduit à deux bataillons le 21 décembre.

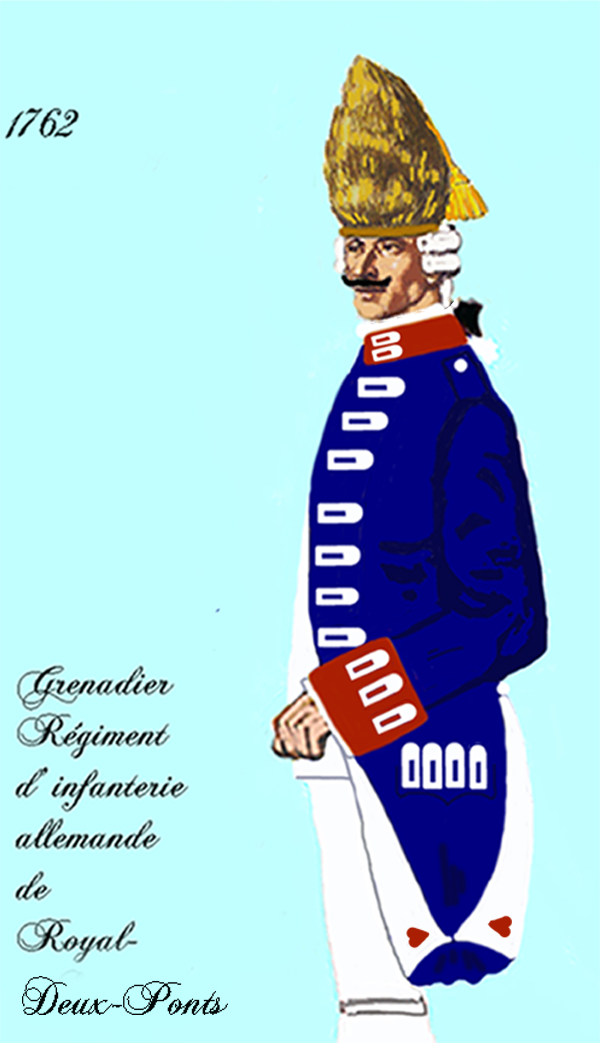
Grenadier du régiment Royal-Deux-Ponts de 1762 à 1767

#### Période de paix
En rentrant en France, le régiment s'établit à Thionville, puis à Deux-Ponts en mai 1763, à Longwy en août 1765, à Sedan en novembre 1766, à Sedan et Mézières en juin 1767, et à Strasbourg en août 1767. Il fait partie en 1769 du camp de Compiègne, revint ensuite à Strasbourg, qu'il ne quitte qu'en octobre 1771 pour aller à Schlestadt. Il se rend ensuite à Dunkerque en octobre 1774, à Lille en octobre 1775, à Saarlouis en octobre 1776, à Metz en novembre 1778, à Montivilliers et Harfleur en mai 1779, à Landerneau et Saint-Pol-de-Léon en décembre 1779, et s'embarque à Brest, le 4 avril 1780, pour l'Amérique.

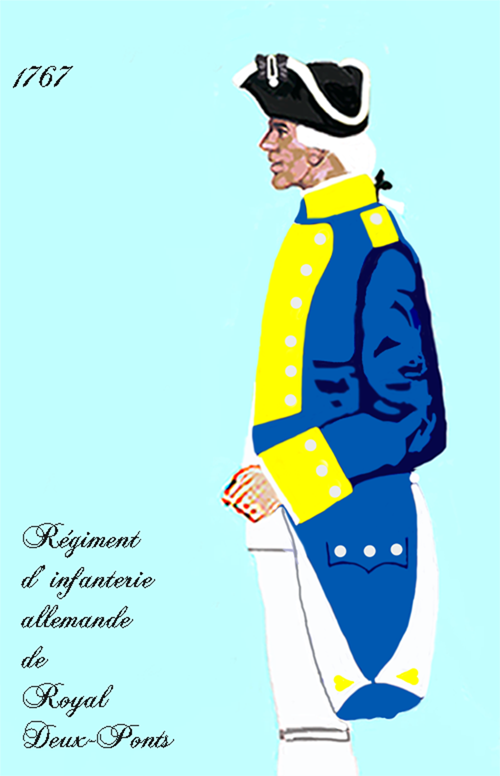
Régiment Royal-Deux-Ponts de 1767 à 1776
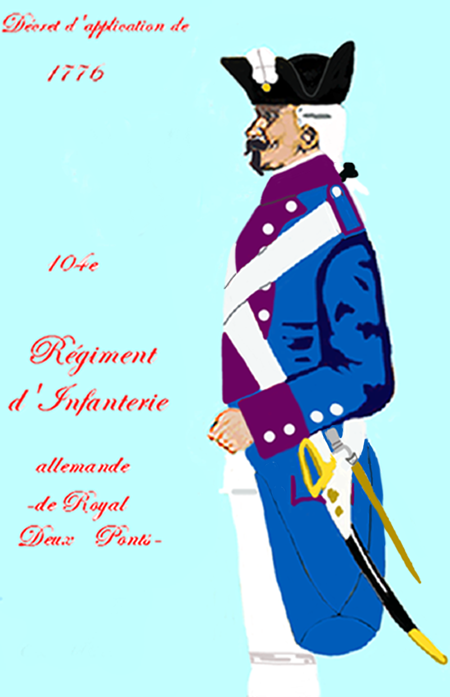
Régiment Royal-Deux-Ponts de 1776 à 1779

#### Guerre d'indépendance des États-Unis

Régiment Royal-Deux-Ponts durant la guerre d'indépendance des États-Unis
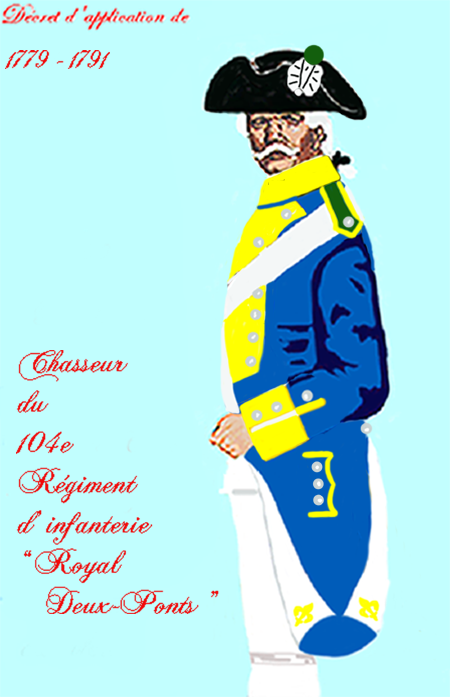
Régiment Royal-Deux-Ponts de 1779 à 1791

Il est l'un des quatre régiments que de Rochambeau engage dans le corps expéditionnaire participant à la guerre d'indépendance Américaine. Le « régiment Royal-Deux-Ponts » prend part au mois d'octobre 1781 au siège de Yorktown, et surtout, le 14, à l'assaut des redoutes anglaise avec le régiment de Gâtinais. 

Au nom du Congrès, George Washington offre à chacun de ces régiments, trois des pièces de canon qu'ils avaient prises. 

Le comte de Forbach retourne par la suite à Brest, sur la frégate l'Andromaque (en), chargé par le Congrès américain de faire hommage au roi de France, Louis XVI, de quelques-uns des drapeaux enlevés à l'armée de lord Cornwallis.
49 officiers, sous-officiers et soldats de ce régiment sont morts aux États-Unis durant guerre d'indépendance des États-Unis.

#### Période de paix
Le « régiment Royal-Deux-Ponts » revint en Europe en juillet 1783. Au mois de septembre 1783, le régiment se trouve réuni à Landau, puis il passe à Phalsbourg en octobre 1785, à Metz en octobre 1787, à Phalsbourg en mars 1788 à Belfort et Huningue en juillet 1788, à Neuf-Brisach en novembre 1788, à Metz en avril 1790, et à Verdun en mars 1792.

### 99erégiment d'infanterie de ligneci-devant Royal-Deux-Ponts
L'ordonnance du 1er janvier 1791 fait disparaître les diverses dénominations, et les corps d'infanterie ne sont désormais plus désignés que par le numéro du rang qu'ils occupaient entre eux. Ainsi, 101 régiments sont renommés. Les régiments sont toutefois largement désignés avec le terme ci-devant, comme 99e régiment d'infanterie ci-devant Royal-Deux-Ponts.

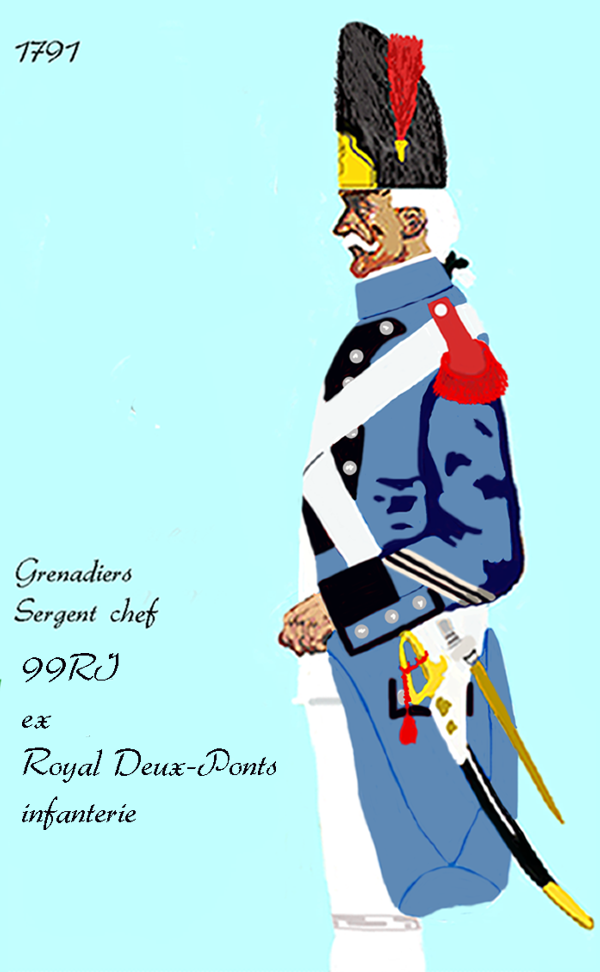
Grenadier du 99e régiment d’infanterie de ligne de 1791 à 1795

#### Guerres de la Révolution
Au début de la guerre, le 1er bataillon est envoyé à l'armée du Nord, les grenadiers du 2e bataillon à celle des Ardennes, et le reste de ce 2e bataillon est mis en garnison à Philippeville.
1er bataillon
Le 1er bataillon reçut l'ordre, le 27 octobre 1792, d'aller avec le 1er bataillon volontaires de l'Aisne, et sous les ordres du colonel Wisch, occuper un poste à deux lieues de Condé. Il le trouve occupé par 4 000 Autrichiens et deux pièces de canon. Les deux bataillons français comptaient à peine 900 hommes. Les deux bataillons attaquent la garnison autrichienne et parviennent à les faire battre en retraite. Cette victoire est mis à l'ordre du jour de l'armée de Beurnonville. Le bataillon continue la guerre lors de l'invasion de la Belgique et participe à la bataille de emmapes.
En 1793, durant la bataille de Neerwinden, Dumouriez fait exécuter une troisième charge par son aile droite sur le village de Neerwinden. Le « régiment Royal-Deux-Ponts » y pénètre après une lutte acharnée qui lui coûte plus de 300 soldats. Le régiment est ensuite contraint de se replier. Une contre-attaque de la cavalerie autrichienne est repoussée avec succès et cause des lourdes pertes aux cuirassés de Zeschwitz et de Nassau. Le régiment, remis sur pied avec de nouvelles recrues issues des levées de masse, sert en 1794 sur la Sambre. 
Le 1er mai 1795 lors de la réorganisation des corps d'infanterie français le 1er bataillon du 99e régiment d'infanterie (ci-devant Royal-Deux-Ponts est amalgamé avec le 1er bataillon de volontaires du Haut-Rhin et le 3e bataillon de volontaires du Bas-Rhin pour former la 177e demi-brigade de première formation.
2e bataillon

Le 2e bataillon du régiment Royal-Deux-Ponts sort de Philippeville quand les Prussiens envahissent la Champagne, et il contribue à leur défaite à Valmy. Il les poursuit jusqu'au Rhin et demeure attaché à l'armée de la Moselle. Le 20 décembre 1794 lors de la réorganisation des corps d'infanterie français le 2e bataillon du 99e régiment d'infanterie (ci-devant Royal-Deux-Ponts est amalgamé avec le 6e bataillon de volontaires du Nord et le 7e bataillon de volontaires de la Seine-Inférieure pour former la 178e demi-brigade de première formation.

## Personnalités
- Georges Frédéric Dentzel, né le 16 juillet 1755 à Dürkheim, mort le 7 mai 1828 à Versailles, fut pasteur luthérien, aumônier du régiment.

## Devise
"Premier avançant"
Cette devise trouve probablement son origine lors de la bataille de Yorktown. Lors de l'attaque des redoutes, ce fut Philippe Guillaume de Deux-Ponts, colonel-commandant le régiment Royal-Deux-Ponts infanterie qui pénétra le premier dans les retranchements anglais